# Brad Mehldau
Bradford Alexander Mehldau, dit Brad Mehldau, est un pianiste américain né le 23 août 1970 à Jacksonville en Floride. Pianiste virtuose, c'est un des musiciens les plus renommés et influents de sa génération.
Il est notamment célèbre pour avoir étendu le répertoire du jazz au pop-rock, jouant régulièrement des morceaux de Radiohead, Nick Drake, The Beatles ou encore Paul Simon. Il étend également son répertoire à la musique de Jean-Sébastien Bach et Gabriel Fauré, dont il fait une source d'inspiration.
Hormis ses enregistrements en leader, Brad Mehldau a joué avec de nombreux musiciens, dont Charlie Haden, Lee Konitz, deux artistes lyriques (la soprano Renée Fleming et la mezzo-soprano Anne Sofie von Otter), Kurt Rosenwinkel, Pat Metheny, Joshua Redman… Il a également participé à plusieurs musiques de films : Eyes Wide Shut, Ma femme est une actrice…
En plus du piano, Brad Mehldau joue également d'autres instruments dans certains albums : xylophone, Fender Rhodes, Hammond B3, mellotron, synthétiseur, batterie et percussions. Il lui arrive aussi de chanter, comme dans son album Finding Gabriel.

## Biographie

### Jeunesse
Brad Mehldau grandit dans une famille d'adoption, avec un père ophtalmologue, une mère femme au foyer et une sœur qui deviendra travailleuse sociale. Il étudie le piano dès l'âge de six ans, travaillant le répertoire classique jusqu'à 14 ans. Il découvre le jazz à 12 ans, quand un de ses camarades lui fait découvrir My Favorite Things de John Coltrane. Dès le début de son adolescence, parti dans l'État du Connecticut, son attention se concentre sur le rock et le jazz. Il joue dans le groupe de son lycée, et se distingue déjà en gagnant un prix à la célèbre Berklee College of Music.
En 1988, il arrive à New York et intègre le département « Jazz et Musique Contemporaine » de la New School of Social Research, où il prend également des cours de composition. Il a pour professeurs de piano Fred Hersch et Kenny Werner. Il rencontre également Jimmy Cobb (batterie), avec qui il travaille la rythmique. Il participe quelque temps à son quartet.

### Années 1990
Après de nombreuses collaborations avec de jeunes musiciens de la scène new-yorkaise, sa carrière débute véritablement en 1994 lorsqu'il intègre le quartet du saxophoniste Joshua Redman, avec Brian Blade à la batterie et Christian McBride à la basse. Un album est enregistré : Moodswings.
En 1995, Brad enregistre son premier album pour Warner, Introducing Brad Mehldau. On y retrouve deux trios différents : la section rythmique du Joshua Redman Quartet et ce qui deviendra par la suite le Brad Mehldau Trio avec Larry Grenadier (basse) et l'Espagnol Jorge Rossy (batterie). En 1997 sort le premier volet d'une série de cinq albums, The Art of the Trio. Il y interprète Blame It On My Youth, qui est nommé aux Grammy Awards dans la catégorie meilleur solo de jazz improvisé
En 1998, il se défait d'une addiction à la drogue, qui l'a notamment handicapé alors qu'il jouait avec Joshua Redman.

### Années 2000
En 2002 sort Largo, produit par Jon Brion. C'est son premier album enregistré en dehors de la formule du trio ou du solo, et un de ses albums qui a rencontré le plus de succès public. D'après Joshua Redman, de nombreux jeunes musiciens le citent comme un album de référence.
Le dernier enregistrement du trio avec Larry Grenadier et Jorge Rossy est House On Hill publié en 2006. En 2005, Jeff Ballard remplace Jorge Rossy à la batterie. Leur premier album est Day is Done, sorti en septembre 2005. Pour le critique Ben Ratliff, la musique du trio avec Rossy était « ramassée, brillante et subtile, elle pouvait être soit magiquement organisée ou un peu sèche. Avec Jeff Ballard, […] c'est toujours une musique avec des directions relativement claires et droites, sans swing à outrance. Mais cette musique est devenue plus dense et tumultueuse, elle s'est réhydratée ».

### Années 2010
En 2010 sort Highway Rider, produit par Jon Brion, second volet de leur collaboration après Largo. La même année, il est le premier musicien de jazz à tenir la chaire de composition de Richard and Barbara Debs au Carnegie Hall, où il a eu l'occasion de parler du motif chez Beethoven avec le musicologue Charles Rosen ou de la partition de Metamorphosen de Richard Strauss.
En 2012, sortent Ode et Where Do You Start, un retour à la formule du trio, qui était absente du disque depuis Brad Mehldau Trio Live (2008). Alors qu'Ode est constitué de compositions originales, son pendant, Where Do You Start ne comprend que des reprises (Nick Drake, Sufjan Stevens…) ainsi qu'une composition originale de Mehldau. Ces deux disques sont acclamés par la critique.
En 2013, Mehldau produit l'album Walking Shadows de Joshua Redman. En 2013 est créé le duo « Mehliana », avec Mehldau au Fender Rhodes et aux synthétiseurs, et Mark Guiliana à la batterie et aux « effets ». L'album Mehliana: Taming the Dragon (en) sort en 2014. L'attrait de Mehldau pour les instruments était déjà perceptible lors de ses collaborations avec Jon Brion.
Il joue beaucoup en duo, avec Chris Thile (Chris Thile & Brad Mehldau (en), 2017), Kevin Hays, Joshua Redman (Nearness, 2016)…
En 2019 est créé The Folly of Desire, un cycle de chansons commandé par la Philharmonie de l'Elbe, le Wigmore Hall, Stanford Live à l'université Stanford et le Carnegie Hall. Sur des textes de Shakespeare, e. e. cummings, Brecht, Yeats, Goethe ou Blake, ce cycle est écrit pour le ténor Ian Bostridge, avec qui Mehldau l'interprète. En concert, The Folly of Desire est joué avec Dichterliebe de Robert Schumann.
Il compose et interprète la bande originale du film Mon chien Stupide d'Yvan Attal sorti en 2019.

### Années 2020

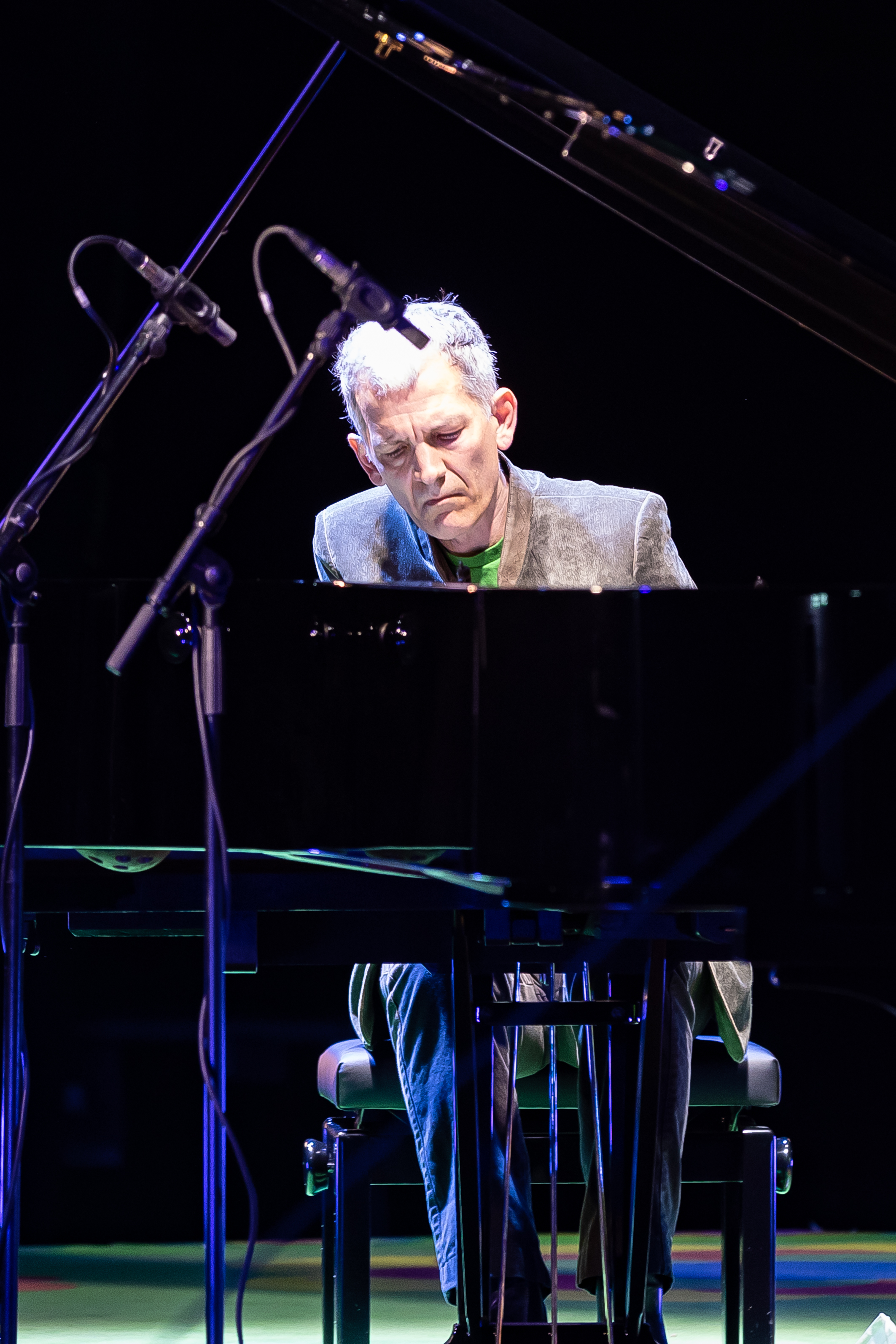
Brad Mehldau au Moers Festival en 2021.

En avril 2020, alors que se déclare la pandémie de Covid-19, Mehldau est confiné à Amsterdam avec sa femme et leurs enfants. Il écrit une Suite de douze morceaux qui décrivent chacun un moment, une émotion, une sensation particulière. L'album Suite: April 2020 sort en juin 2020. Il reverse les recettes de la vente d'un vinyle en édition limitée au fond d'urgence Covid-19 de la Jazz Foundation of America (en) pour les musiciens de jazz.
Deux disques de Brad Mehldau sont publiés le 10 mai 2024. After Bach II fait suite à After Bach et mêle des pièces de Bach (quatre préludes, une fugue, l'Allemande de la quatrième partita) et sept compositions inspirées par le compositeur allemand. Sur Après Fauré, Mehldau joue des œuvres de Gabriel Fauré (quatre nocturnes, une réduction de l'Adagio de son Quatuor pour piano et cordes), associées à des compositions inspirées par ces œuvres.

### Vie privée
Il est marié avec la chanteuse néerlandaise Fleurine (en), avec laquelle il a eu une fille en 2001.

## Style

### Présentation
Brad Mehldau est à la fois un grand improvisateur et un musicien très intéressé par les formes et les structures. Cet intérêt pour la forme se retrouve dans plusieurs albums (Elegiac Cycle, Places ou Highway Rider) sur lesquels les morceaux composés forment une sorte de suite.
Son ami Joshua Redman dit de lui : « Personne ne lui arrive à la cheville. Je n'ai jamais travaillé avec un pianiste qui ait plus de groove [the hardest grooving piano player], et son incroyable sens de la mélodie fait qu'on a l'impression qu'il chante quand il joue. »
Amateur de poésie de philosophie, il se considère lui-même comme un romantique. Il est connu pour écrire de longs textes, parfois complexes voire prétentieux, pour les pochettes de ses albums, citant par exemple, pour l'album Places Goethe, Nietzsche, Walter Benjamin et Schopenhauer,.

### Influences
Il est influencé par des pianistes de jazz, comme Bill Evans, Keith Jarrett, Oscar Peterson, Herbie Hancock. Il dit avoir été très influencé par son professeur Fred Hersch,, ainsi que par des compositeurs de musique dite classique : Beethoven, Schumann, Schubert.

### Jeu de piano
Son jeu se caractérise notamment par une grande indépendance des mains gauche et droite, les deux se répondant souvent, dans un dialogue en contrepoint.
Il explique ne pas avoir la technique nécessaire pour jouer du stride, style dans lequel la main gauche fait de nombreux allers-retours entre une basse et un accord. Il adopte donc une autre approche, plus naturelle et facile pour lui, en combinant des notes tenues et figurations mélodiques ou harmoniques, comme peuvent le faire Bach ou Beethoven.
C'est un musicien qui a beaucoup travaillé les rythmes impairs et les polyrythmies. Par exemple, il superpose parfois des doubles croches à la main gauche (quatre notes) et des quintolets à la main droite (cinq notes). Il utilise cette technique notamment avec des arpèges en cascades ; il essaye alors, à la manière des compositeurs de musique classique, d'en faire ressortir une mélodie.
En piano solo, il lui arrive fréquemment de réharmoniser un morceau en changeant simplement la nature des accords : il garde la même basse, mais passe d'un C7 à Cm7, ou d'un Fm7 à FM7. Varier les modes lui permet de changer d'atmosphère.
Il est adepte du jeu « out », superposant régulièrement dans ses solos plusieurs tonalités, parfois très éloignées : ainsi dans le solo de Day is done (sur l'album du même nom), il joue en Si majeur sur un accord de Do mineur, ou en Ré majeur sur un accord de Fa septième. Il utilise régulièrement la substitution tritonique (Si septième sur Fa septième, toujours dans le solo de Day is done.)

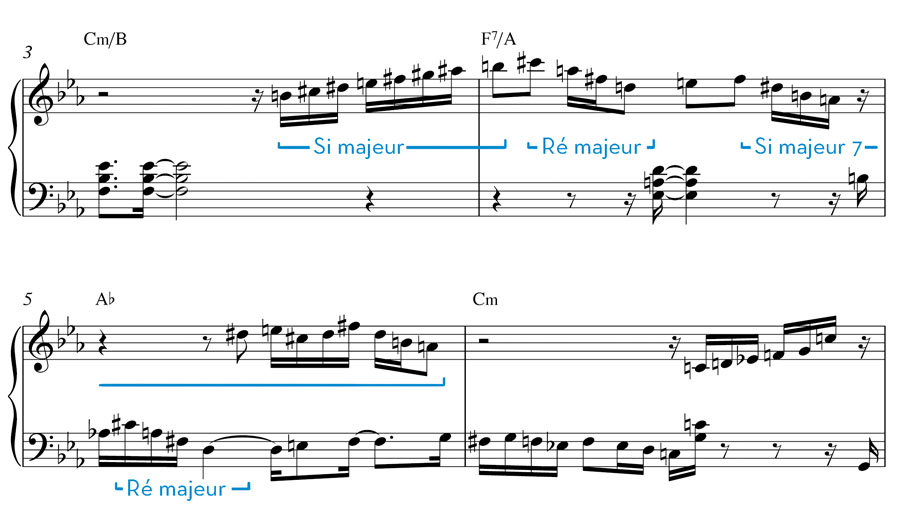
Extrait du solo de Day is Done, vers 4 min 22 s.

### Reprises

#### Rocketpop
En dehors de ses propres compositions et des reprises de grands classiques du jazz, notamment de Cole Porter ou George et Ira Gershwin, Brad Mehldau reprend régulièrement quelques-unes des plus belles chansons des courants rock et pop. Parmi celles-ci on peut citer :
- Radiohead (Paranoid Android, Exit Music (For a Film), Everything in Its Right Place, Knives Out, Jigsaw Falling into Place...) ;
- Nick Drake (Things Behind The Sun, River Man, Day is Done) ;
- The Beatles (Martha My Dear, She's Leaving Home, Mother Nature's Son, Dear Prudence, Blackbird, And I Love Her) ainsi que des chansons de Paul McCartney en solo (Junk, Great Day) ;
- Paul Simon (50 Ways to Leave Your Lover, Still Crazy After All These Years) ;
- Nirvana (Smells Like Teen Spirit, Lithium).
- The Jimi Hendrix Experience (Hey Joe).

On peut également mentionner des reprises de Jeff Buckley (Dream Brother), Oasis (Wonderwall), Chico Buarque (O Que Sera), The Verve (Bitter Sweet Symphony), Massive Attack (Teardrop), Sufjan Stevens (Holland), Léo Ferré (La Mémoire et la Mer), The Kinks (Waterloo Sunset), Pink Floyd (Hey You), The Beach Boys (God Only Knows)…
La fréquence de ses reprises est d'environ une à trois par album.

#### Musique classique
Brad Mehldau est un musicien qui a également intégré le vocabulaire de la musique dite classique dans son jeu et dans son approche du jazz. Il cite Strauss, Mahler, Johannes Brahms ou Piotr Ilitch Tchaïkovski comme des inspirations dans son travail d'orchestration et d'harmonie, comme on peut l'entendre par exemple sur Highway Rider,. Dans son album 10 Years Solo Live, on l'entend jouer deux pièces de Brahms, et sur After Bach il se sert du matériau composé par Bach pour ses propres compositions et improvisations.
Il a également écrit des cycles lyriques pour la soprano Renée Fleming (Love Sublime, 2006) et pour la mezzo-soprano Anne Sofie von Otter (Love Songs, 2010).

### Préparation des concerts
Avant un concert en piano solo, Brad Mehldau prépare une liste de morceaux, et s'y tient à peu près pour la moitié. Il lui arrive ainsi de ne pas jouer certains morceaux si d'autres durent plus longtemps que prévu ; d'autres peuvent arriver en cours de concert, inspirés par un motif mélodique ou une harmonie. Il conçoit ses « set-lists » en cherchant la variété, ayant le schéma d'une œuvre symphonique en plusieurs mouvements en tête.

## Récompenses

### Obtenues
- 1999 : meilleur pianiste du DownBeat Readers Poll
- 2000 : meilleur pianiste du DownBeat Readers Poll
- 2002 : meilleur pianiste du DownBeat Readers Poll
- 2004 : meilleur pianiste du DownBeat Readers Poll
- 2006 : Prix Miles Davis au Festival international de jazz de Montréal[31]
- 2007 : meilleur pianiste du DownBeat Readers Poll
- 2007 : meilleur album pour Metheny/Mehldau du DownBeat Readers Poll
- 2011 : meilleur album pour Live in Marciac du DownBeat Readers Poll
- 2011 : meilleur pianiste du DownBeat Readers Poll
- 2012 : meilleur pianiste du DownBeat Readers Poll
- 2015 : il est le premier musicien de jazz à recevoir la Wigmore Medal, qui récompense les musiciens associés au Wigmore Hall[32]
- 2020 : Grammy Award du meilleur album de jazz instrumental pour Finding Gabriel[33]
- 2022 : Grand Prix de l'Académie du jazz pour LongGone[34]

### Nominations
- 1997 : Blame It On My Youth, sur l'album The Art of the Trio, Vol. 1, est nommé pour le Grammy Award du meilleur solo de jazz improvisé[6]
- 2000 : The Art of the Trio, Vol. 4: Back at The Vanguard est nommé pour le Grammy Award du meilleur album de jazz instrumental[33]
- 2009 : Brad Mehldau Trio Live est nommé pour le Grammy Award du meilleur album de jazz instrumental[33]
- 2013 : Ode, sur l'album Ode, est nommé pour le Grammy Award du meilleur solo de jazz improvisé[33]
- 2015 : Sleeping Giant, sur l'album Mehliana: Taming the Dragon (en), est nommé pour le Grammy Award du meilleur solo de jazz improvisé[33]
- 2017 : Nearness est nommé pour le Grammy Award du meilleur album de jazz instrumental[35]
- 2017 : I Concentrate on You, sur l'album Blues and Ballads (en), est nommé pour le Grammy Award du meilleur solo de jazz improvisé[35]
- 2019 : Seymour Reads the Constitution! (en) est nommé pour le Grammy Award du meilleur album de jazz instrumental[33]
- 2019 : De-Dah, sur l'album Seymour Reads the Constitution! (en), est nommé pour le Grammy Award du meilleur solo de jazz improvisé[33]
- 2021 : RoundAgain (en) est nommé pour le Grammy Award du meilleur album de jazz instrumental[33]
- 2023 : LongGone (en) est nommé pour le Grammy Award du meilleur album de jazz instrumental
- 2023 : Jacob's Ladder (en) est nommé pour le Grammy Award du meilleur album instrumental contemporain

## Partitions
- En 2003, l'éditeur américain Hal Leonard publie un recueil de six titres (Bewitched, I Didn't Know What Time It Was, Nobody Else but Me, Prelude to a Kiss, Sehnsucht, Unrequited) comprenant le relevé de la partie piano de morceaux joués en trio.
- En 2011, l'éditeur français Outre Mesure publie la partition intégrale de son premier album solo, Elegiac Cycle, accompagnée de commentaires d'analyse musicale par Philippe André, des grilles manuscrites originales de Brad Mehldau, et d'un long entretien inédit de Ludovic Florin avec le musicien[36].